# Olivier Gourvil
Pour les articles homonymes, voir Gourvil.
 (septembre 2017).
Olivier Gourvil est un artiste contemporain qui vit et travaille à Paris.

## Biographie
Il a fait ses études à l'École nationale supérieure des beaux-arts de Paris, et à l'Université Paris-1 Panthéon-Sorbonne.
Ses œuvres figurent dans de nombreuses collections privées et publiques, dont les suivantes : fonds national d'art contemporain de Paris ; fonds régional d'art contemporain Bretagne et Limousin ; fonds municipal d'art contemporain de la Ville de Paris ; Bibliothèque nationale de France.

## Son œuvre
« L’espace des tableaux d’Olivier Gourvil est rigoureusement composé, construit, au moyen de lignes courbes, fluides et élastiques qui s’imbriquent et se superposent dans une continuité sans fin. […] Les formes s’autonomisent et rappellent allusivement une origine qu’il conviendrait de chercher dans les domaines de l’architecture, du Pop art, de la bande dessinée, du design… Les œuvres d’Olivier Gourvil présentent donc un visage ambivalent et anti-héroïque de la peinture abstraite. À la difficulté de nommer ces figures singulières et subjectives répondent comme en écho les titres utilisés par l’artiste pour les désigner. Proche de l’onomatopée (Bingo), de la locution (Ipso), de la figure de style (Grands anacoluthes) ces termes ont été choisis pour leur sens, mais également pour leur propension à l’allitération. Ils interviennent donc comme une forme musicale et souvent comique des circonvolutions du langage"  in Le Quartier, 2003 »

Dans La ligne générale, François Michaud parle du travail d'Olivier Gourvil comme étant fait « d'entrelacs et d'aplats, aux contours      nets et complexes, une voie construite aspirant quant à elle, pleinement, à la composition : celle d'Olivier Gourvil dont les formes ont (…) une certaine propension à se perdre. Lignes de fuite intérieures closes sur elle-même, ou irrévérence des bulles que l'illustration a faites siennes et qui forcent la peinture » 

## Expositions personnelles
- Paysages lithographiques et peintures, URDLA, Villeurbanne, 2017
- Tout le monde peut donner un titre à un tableau, La Borne POCTB, Vatan, 2017
- Urbanisme sur papier, avec M. Welish, La Terrasse, Nanterre, 2017
- Haptique, Galerie Jacques Lévy, Paris, 2016
- Neige, Microelectronics, Crolles, 2016
- Four Paintings, International Studio and Curatorial Program, 2013
- Comment la parole vient aux peintures, Hôtel Élysées Mermoz, 2012
- J'ai aménagé mon terrier, Moments artistiques, Paris, 2011
- The Walk, GlogauAir, Berlin, 2009
- Erasmus Galerij, Rotterdam, 2006
- Duende Studios, Rotterdam, 2006
- La Galeru, Fontenay-sous-Bois, 2005
- Paper Architecture, avec M. Welish, Slought Foundation, Philadelphie, États-Unis, 2005
- Artothèque, Caen, 2004
- Galerie de l’ESBAM, Marseille, 2004
- Le Quartier, Quimper, 2003
- Galerie Corinne Caminade, Paris, 2002
- École d’art du Havre, Le Havre, 2000
- Funiculaires, Gal. Corinne Caminade, Paris, 1997
- Musée des Beaux-Arts, Valence, 1992
- Centre d’art “Passages”, Troyes, 1992
- Galerie Nane Stern, Paris, 1988

## Expositions collectives
- Ellipses et cercles d'affinités, FRAC Limousin, Panazol, 2017
- Sublime is Now, Galerie Jacques Lévy, Paris, 2017
- Petrus Picnic, Mains d'œuvres, Saint-Ouen, 2016
- Phase 1, Anglia Ruskin Gallery, Cambridge University, 2016
- KIAF, Artside Gallery, Séoul, 2015
- Affordable Art Fair, Artside Gallery, Séoul, 2015
- Painting Container, Gyeonggi Creation Center, Corée du Sud, 2015
- Tome 2, CJ ART Studio, Cheongju, 2014
- Tome 2, Artside Gallery, Séoul, 2014
- Tome 2, UM Gallery, Séoul, 2014
- Mécaniques du dessin, FRAC Limousin, 2014
- Collection Gilles Balmet, Le VOG Centre d'art, Fontaine, 2014
- Pencil & Paper, Poppy Sebire Gallery, Londres, 2012
- La fureur de l'éternuement, Galerie Duchamp, Yvetot, 2012
- RAIR #3, Rotterdam, 2011
- La peinture est presque abstraite, Le Transpalette, Bourges, 2009
- La peinture est presque abstraite, Camberwell, Londres, 2009
- Baroque Reason, Keith Talent Gallery, Londres, 2009

- Multiples, La Générale Manufacture, Sèvres, 2008
- Biennale de Berlin, Ed. Zadig, Berlin, 2008
- Système C, Mains d'œuvres, Saint-Ouen, 2008
- Galerie George Bessiere, Noirmoutier, France, 2007
- Drawing, Painting, Bowling, Galerie Georges Bessiere, 2006
- Abstract Mode, Fosterart Gallery, London, 2006
- Sympra, Stuttgart, Allemagne, 2004
- Centre d’Art, Amilly, 2004
- À fleur de peau, École des beaux-arts, Rouen, 2003
- Figures de l’errance, Espace Culture, USTL, Lille, 2003
- Brussels Art Fair, Galerie Caminade, Belgique, 2001
- Galerie Corinne Caminade, Art Paris 2000
- ISCP, New York, États-Unis, 1999
- Centre d’art contemporain, Bruxelles, Belgique, 1992

## Articles, catalogues...
- 2017 : Raphaëlle Saint Pierre, « Quand deux artistes redessinent la ville »,  Revue Le Moniteur
- 2017 : Web TV Nanterre[2]
- 2015 : Painting Container, Edition Gyeonggi Creation Center
- 2014 : Tome 2, texte de François Michaud, catalogue, Éd. Arvent / CJ Art, Séoul (Corée du Sud)
- 2014 : Collection Gilles Balmet, Édition Fage, Lyon
- 2012 : Joe Fyfe, New York Magazine
- 2009 : Lucile Encrevé, « Une place qui n'est pas fixe » / in La peinture est presque abstraite / ouvrage collectif Ed Analogues,bilingue
- 2009 : David Ryan, « Almost… but Not Quite » in La peinture est presque abstraite, ouvrage collectif, éd. Analogues, bilingue
- 2006 : Joe Fyfe, Art in America
- 2005 : Joseph Masheck, « Paper Architecture » Olivier Gourvil / Marjorie Welish, Brochure Slought Foundation, Philadelphie
- 2005 : Catalogue Olivier Gourvil - Mick Finch, éd. Agart - Amilly, Texte de Stéphane Doré
- 2004 : Olivier Gourvil / Bernard Guerbadot / Hervé Lesieur, brochure ESBAM, Marseille
- 2004 : The first ten years, ISCP: a work in progress, brochure ISCP, New York
- 2003 : Jean-Marc Huitorel, « Une légèreté très soutenue, » Catalogue Olivier Gourvil, Le Quartier
- 2003 : Marjorie Welish Zigzag, « L’art d’Olivier Gourvil », Catalogue Olivier Gourvil, Le Quartier
- 2003 : En forme la forme, brochure, texte de P. Pichon & Dominique Abensour